# Visión del Más Allá
La Visión del Más Allá es el tema de cuatro postigos que se conservan en el Palacio Ducal de Venecia, realizados por el pintor flamenco El Bosco, ejecutado en óleo sobre tabla. Cada uno de ellos mide 87 cm de alto por 40 cm de ancho. 
Se cree que son los postigos laterales de un políptico perdido (según Tolnay, 1965), con los paneles laterales superpuestos, colocados el Paraíso terrenal y la Ascensión a la izquierda, uno sobre otro, y la Caída de los condenados y el Infierno a la derecha, también uno sobre otro. Se ha aventurado igualmente la hipótesis de que se tratara de dos pequeños trípticos relacionados entre sí. Entonces el Paraíso terrenal y la Ascensión al Empíreo enmarcarían una tabla central con el tema de la Resurrección de la carne; y la Caída de los condenados y el Infierno estarían a ambos lados de un Juicio Final. 
Como el resto de obras del Bosco, no se sabe con certeza la fecha de realización. Tradicionalmente se datan en el periodo 1500-1504. La dendrocronología data la tabla hacia 1490 o después.
Se cree que son las tablas (las llama lienzos) que Marcantonio Michiel menciona, en su Notizia d'opere del disegno (1521) en la colección veneciana del cardenal Domenico Grimani. 

## Descripción

### Caída de los condenados
El primer panel tiene como tema la caída de los condenados. Se ven tres figuras de almas malvadas que, arrojadas por otros tantos demonios, se hunden por el abismo infernal hacia "un pantano de ceniza incandescente y lava roja ardiente". En el centro inferior, una cuarta figura humana ya está envuelta en vapores, mientras que en la parte superior izquierda (derecha para el espectador) un cuarto diablo parece estar exultante en vuelo. El paisaje volcánico es apenas iluminado por los destellos de las erupciones. En la parte superior, las formas diabólicas, caracterizadas por un cuerpo simiesco con cabeza de pez abisal y las típicas barbillas, se plasman con unas pinceladas luminosas sintéticas de gran modernidad que las recortan sobre el fondo negro, con trazos blancos. En cambio, las figuras humanas están definidas por trazos ocres con reflejos amarillos. Los tonos oscuros y angustiosos que dominan la representación consiguen dar a la escena una siniestra impresión de absoluto dramatismo.

### Infierno
En el segundo panel, a diferencia de otros infiernos representados por el Bosco en las tablas derechas de sus trípticos más conocidos (El jardín de las delicias, El carro de heno, Tríptico del Juicio de Viena) no hay aquí multitud de demonios atormentando a los pecadores de mil maneras distintas, sino muy pocas figuras, casi con una sola como protagonista: el condenado en primer plano que apoya la cabeza en la mano con gesto de desesperanza. 
Detrás de él, una roca amenazadora está iluminada por los fuegos que arden detrás de ella, con lo que se subraya más su perfil sombrío y espantoso; este tipo de iluminación nocturna sí es muy habitual en sus representaciones del infierno. En los otros casos suelen ser edificios incendiados en los que se ve que el fuego viene desde abajo, como inspirándose en las entonces modernas armas de pólvora o explosiones, con lo que los infiernos que pinta el Bosco acaban pareciendo lugares de confrontación militar. 

### Paraíso terrenal
La tercera tabla representa el Paraíso terrenal, en el que hombres y mujeres son acompañados por ángeles hacia un bosque, más allá del cual se ve un cerro donde se encuentra la fuente de la vida, que se destaca en lo alto, según una perspectiva onírica, al fondo de un paisaje muy lejano que se desvanece en la profundidad. A la derecha, en la zarza, se ve un león devorando a otro y que, según Charles de Tolnay, simboliza una anticipación de la corrupción que interrumpirá la existencia perfecta en el paraíso terrenal.

### Ascensión al Empíreo
La cuarta tabla muestra la ascensión al Empíreo, en la que una serie de almas desnudas, llevadas por parejas de ángeles, son conducidas hacia un túnel con una gran luz al final, la del Paraíso. Se trata de un invento muy eficaz, realizado con la simple yuxtaposición de círculos no concéntricos escalados en tonos desde el azul más oscuro al más claro, tal vez inspirado en las miniaturas de la Baja Edad Media. Las almas parecen ser atraídas y succionadas por la luz y el color, apareciendo de rodillas e ingrávidas hacia la abertura, con un patrón ascendente en zig-zag notablemente efectivo. Al final del túnel les espera una figura, quizás un ángel o San Pedro, inmersos en una luz absoluta.